# 13e Âge
13e Âge (Treizième Âge, titre original : 13th Age) est un jeu de rôle médiéval-fantastique américain créé par Rob Heinsoo (en) et Jonathan Tweet (au sein du studio Fire Opal Media) et paru chez Pelgrane Press en 2013. Il a été traduit et édité en français en 2014 par Le 7e Cercle. Il est édité sous licence ludique libre (OGL).
13e Âge est développé à partir de D&D3.5 (d20 System), sur lequel ont été greffés quelques éléments de D&D4, avec des éléments provenant de jeux indépendants :
« 13th Age inherits lots of ideas from 4e, but it’s an OGL (3.5) system that incorporates ideas pretty evenly from several editions of D&D, plus many cool new ideas and ideas from the world of indie games. »

« 13e Âge a hérité de nombreuses idées de 4e, mais c'est un système OGL (3.5) qui inclut de bonnes idées de plusieurs versions de D&D, ainsi que quelques idées sympas venant du monde des jeux indie. »

— (en) « 13th Age FAQ », sur Pelgrane Press
En particulier : les personnages débutants ont peu de puissance, mais ils ont déjà de l'importance. Ils ont donc un caractère unique appelé « particularité » (one unique thing) et des relations avec les « icônes », les personnages les plus puissants du monde. La définition des personnages ne se fait pas en choisissant des compétences dans une liste prédéfinies, mais le joueur définit des concepts (backgrounds) expliquant ce qu'il est capable de faire.

## Intention des auteurs
Les auteurs ont participé au développement des versions 3 et 4 de Donjons et Dragons : Jonathan Tweet était le responsable de la version 3 et Rob Heinsoo celui de la version 4. Ils sont donc reparti des règles de D&D, en supprimant ce qui leur paraissait avec le recul superflu ou nuisible :
- D&D3 comportait de nombreuses règles voulant simuler de nombreux cas, ce qui alourdissait le système ;
- D&D4 ressemblait trop à un jeu de figurines et s'était éloigné du jeu de rôle.

Ils ont donc décidé de garder l'essentiel de ces jeux et de faire un jeu plus orienté vers l'interprétation. Pour ce faire, ils se sont inspirés de mécanismes narratifs d'autres jeux, en particulier des clans de vampire de Vampire : La Mascarade et de la notion de personnage unique au monde certains jeux indépendants (indie).
Le jeu est prévu pour des joueurs de personnages débutants, en particulier grâce à l'usage de notions archétypales et stéréotypée (icônes et classes) et le côté narrativiste (on atténue l'importance des règles et des conventions d'intervention), mais des meneurs de jeu expérimentés. En particulier, le livre de base n'explicite pas un certain nombre de notions comme les caractéristiques, et la lecture nécessite des allers-retours entre le chapitre où une notion est mentionnée et celui où elle est expliquée. Les monstres, également, ne sont pas présentés de manière détaillée ; la description contient juste les caractéristiques et les relations avec les icônes, et un petit dessin qui représente en général la tête ou bien une silhouette. Il vaut donc mieux déjà connaître le d20 system.
Les auteurs invitent les meneurs de jeu à réutiliser des notions venant d'autres jeux, en particulier d'autres jeux d20 system, pour les intégrer dans 13e Âge, ou à l'inverse à puiser dans 13e Âge pour alimenter leurs jeux favoris. Le texte est par ailleurs émaillé d'exemples issus des parties de démonstration et des compagnes menées par les auteurs. On peut lire çà et là « sur ce point, Rob fait comme-ci ; Jonathan préfère faire comme cela. »

## L'univers de jeu
Le point principal de 13e Âge est la notion d'icône, c'est-à-dire d'être puissants, interagissant avec le monde et suivis par une faction (groupe de créatures). Les auteurs recommandent donc d'utiliser un univers familier et de détecter les personnages non-joueurs pouvant être des icônes. Ils ont volontairement utilisé des archétypes classiques du médiéval-fantastique.
Mais le jeu propose un cadre de base, un univers fictif nommé l'Empire du Dragon. Il est régi par treize icônes : l'Archimage, l'Empereur, la Démoniste, la Druidesse, la Grande Prêtresse, la Reine des Elfes, la Triade Draconique, le Chevalier Noir, le Grand Dragon Doré, le Prince des Ombres, le Roi des Nains, le Roi-Liche et le Seigneur Orque.
Un âge est une époque de l'histoire séparant deux cataclysmes ; il dure environ deux ou trois siècles. Chaque âge peut voir l'apparition ou la disparition d'une ou plusieurs icônes. Le premier âge a débuté lorsque le premier empereur a défait le souverain qui fut sans doute le plus puissant, le Roi-Sorcier ; celui-ci devint le Roi Liche. L'Empire recèle des ruines de civilisations plus anciennes, et en particulier d'un peuple serpent du côté de l'île de Présage : les couloirs sont des tubes, et les changements de niveaux se font par des rampes.
Le monde se décompose en trois royaumes principaux : le Monde Céleste, le Monde et le Monde Souterrain.

Carte de la mer Méditerranée en miroir, modèle de l'Empire du Dragon.

Le Monde est plat et circulaire. L'Empire du Dragon en occupe le centre, et se déploie autour de la mer Intérieur, une mer similaire à la mer Méditerranée (présentée « en miroir » sur la carte, avec une ouverture vers l'océan à l'est et une mer intérieure plus petite au nord-ouest).
Le Monde Souterrain est composé de tunnels, cavernes et lacs souterrains, et est peuplé de nains, elfes noirs, driders (créature ayant un corps d'araignée et un torse d'elfe noir) et diverses créatures. Des complexes architecturaux peuplés de monstres, nommés donjons vivants, remontent régulièrement des profondeurs et font surface. Certains viennent se fondre dans le paysage, enfouis sous la végétation, tandis que d'autres viennent agrandir les terres émergées.
Les nuages du Monde Céleste sont capables de supporter des charges lourdes et abritent donc des cités ; on peut y accéder depuis le Monde à partir de quelques hautes montagnes ainsi que depuis la Tour de l'Archimage et la Cathédrale de la Grande Prêtresse. Une vingtaine de royaumes sillonnent les cieux de l'Empire ; certains sont des créations de l'Archimage, du Chevalier Noir ou de la Triade Draconique tandis que d'autres proviennent d'autres mondes.
L'Empire est en équilibre précaire entre treize factions prêtant allégeance aux icônes, des personnages très puissants et ayant façonné le monde. Les icônes sont réparties en trois alliances : il y a les icônes héroïques, ambiguës ou maléfiques. Par rapport aux autres univers inspirés par Donjons & Dragons, l'opposition loi/chaos est bien plus forte que l'opposition bien/mal ; par exemple, l'Empereur, l'Archimage et la Grande Prêtresse, tenants de l'Empire organisé et donc de la loi, sont alliés au Chevalier Noir, une icône résolument mauvaise mais légaliste, et sont par contre opposés à la Druidesse qui incarne la nature sauvage, anarchique, mais neutre d'un point de vue bien/mal ; et le Chevalier Noir est opposé au Roi-Liche et au Seigneur des Orques, qui sont tout aussi mauvais que lui. Les dieux ont créé le monde et s'y sont incarnés dans un passé lointain mais ils sont maintenant distants ; de fait, le monde ne possède pas de panthéon propre, et le meneur de jeu comme les joueurs sont invités à utiliser les dieux provenant d'autres œuvres (jeux de rôle, romans…). Dans la pratique, la seule « utilité » des dieux est de fournir des sorts aux prêtres ; ce sont les icônes qui incarnent la puissance effective. Les icônes sont d'ailleurs la source des traditions magiques des sorciers (contrairement aux magiciens qui étudient la magie, les sorciers la pratiquent de manière « empirique »), voire dans certains cas la source même du pouvoir de sorcellerie.
L'Empire comporte sept cités :
- Axis, la cité des épées, capitale de l'Empire et lieu de résidence de l'Empereur ;
- Concorde, la Cité des mille flèches ;
- Drakkenhall, la Cité des monstres, régie par la Triade Draconique ;
- Glitterhaegen, la Cité marchande ;
- Horizon, la Cité des merveilles, régie par l'Archimage ;
- Port-Neuf, la Cité des opportunités ;
- Santa Cora, la Cité des dieux, régie par la Grande Prêtresse.

Les déplacements sur terre sont aléatoires et dangereux, les cités sont donc sur le pourtour de la mer Intérieure et l'on voyage par bateau.

## Système de jeu
De manière classique pour un dérivé du d20 system, le personnage est défini par une classe, un niveau et six caractéristiques (force, dextérité, constitution, intelligence, sagesse et charisme). Les caractéristiques permettent de déterminer un modificateur :
modificateur de caractéristique = (caractéristique – 10)/2 arrondi à l'inférieur.
Les caractéristiques peuvent être déterminées par tirage aléatoire ou par répartition de points.
Comme dans D&D4, les points de vie sont déterminés sans hasard et dépendent de la classe, du niveau et de la constitution ; par contre, la récupération « naturelle » des points de vie utilise la notion de « dé de vie » (le gain est aléatoire, le type de dé dépend de la classe). Les pouvoirs, appelés ici prouesses et talents, sont utilisables à une fréquence donnée (par exemple une fois par jour ou une fois par combat), ou bien sont rechargeables : on peut les utiliser lors d'une bataille mais il faut réussir un jet de dé pour avoir le droit de les utiliser dans une bataille suivante. Après chaque combat, les personnages ont droit à une « restauration partielle » : les joueurs peuvent dépenser des « récupérations » (ils débutent la partie avec environ 8 récupérations) pour redonner des points de vie à leur personnages (un dé de vie par niveau + modificateur de constitution pour chaque récupération dépensée) et recharger les pouvoirs. Tous les quatre combats environ (à la discrétion du meneur de jeu), ils bénéficient d'une « restauration complète » : ils récupèrent tous leurs points de vie, leurs récupérations dépensées et leurs pouvoirs (un pouvoir utilisable une fois par jour est en fait utilisable une fois entre deux restaurations complètes).
Les principales différences avec D&D sont :
- il n'y a plus que deux types de jet de protection : la défense physique (DP) et la défense mentale (DM) ;
- les jets de sauvegarde contre les sorts sont donnés pour chaque sort ; il s'agit d'une valeur fixe à laquelle ne s'applique aucun modificateur (ni bonus de caractéristique, ni le niveau) ; par exemple « 11+ », signifiant qu'il faut faire 11 ou plus avec 1d20 pour atténuer les effets du sort ;
- les capacités de défense — classe d'armure (CA), défense physique (DP) et défense mentale (DM) — sont déterminées par une caractéristique médiane entre trois (ni la plus élevée, ni la plus basse mais la valeur du milieu parmi trois caractéristiques), ceci afin d'éviter les stratégies d'optimisation (« minimaxage ») ;
- le personnage dispose d'une « particularité » qui fait de lui quelqu'un d'unique dans le monde ; il s'agit d'un élément narratif n'apportant normalement pas de pouvoir particulier ; cela peut être des choses aussi diverses que « je suis le plus vieil elfe du monde », « je suis la plus grossière des dames d'honneur de la cour impériale », « je suis l'unique enfant né d'une mère zombie » ou « je possède un cœur artificiel fabriqué par les nains » ;
- les règles définissent trois « cadres de jeu » : aventurier (niveau 1 à 4), champion (niv. 5 à 7) et héros (niv. 8 et plus) ; un certain nombre d'éléments dépendent du cadre de jeu, notamment les degrés de difficulté (DD), les bonus aux dégâts… Par rapport aux échelons de D&D4, le niveau maximal est ici de 10 ;
- le changement de niveau ne se fait pas de manière « mécanique » lorsque le personnage a accumulé des points d'expérience mais selon les besoins de la progression de la campagne ; il y a une montée de niveau toutes les 3 ou 4 restaurations complètes, donc toutes les 12 à 16 batailles sérieuses ; le meneur de jeu peut aussi faire progresser les personnages entre deux montées de niveau, de manière incrémentale (les personnages gagnent un seul des avantages de la montée de niveau à la fois) ;
- les personnages ne disposent pas de compétences ; elles sont remplacées par des concepts, qui sont des domaines étendus d'expérience (un métier, une occupation), dont la liste n'est pas définie (les règles proposent une liste mais les joueurs peuvent créer les leurs) ; par exemple le concept « cambrioleur » englobe des compétences de type « escalade », « crochetage », « déplacement furtif »… De fait, un concept n'est pas lié à une caractéristique donnée ; le concept peut être plus précis, par exemple « pirate ayant survécu au raid sur Portneuf », indiquant des compétences de matelot, de connaissance de la pègre et de Portneuf ;
- les compétences/concepts ne progressent pas à chaque niveau ; tous les jets ont un bonus qui est égal au niveau et, au changement de cadre de jeu (niv. 4 et 8), le personnage peut investir des points dans des concepts qu'il a déjà ou dans de nouveaux concepts, voire échanger des points entre concepts ;
un jet de compétence est donc réussi si
d20 + bonus de caractéristique + niveau du personnage + valeur du concept ≥ DD ;
- le système d'alignement est remplacé par un système de relation avec différentes factions (les icônes) ; un personnage investit des points pour créer une relation positive, conflictuelle ou négative avec telle ou telle icône, qui va lui apporter des informations, des soutiens et des problèmes ; les icônes sont elles-mêmes classées selon trois alignements : héroïque, ambigu et malfaisant (mais l'ouvrage propose aussi un classement selon les neuf alignements « classiques » pour les joueurs qui y tiennent) ;
- lors d'un combat, les personnages joueurs gagnent un bonus de +1 à leurs jets à chaque tour qui passe, jusqu'à un maximum de +6 ; ce mécanisme est nommé « montée en puissance » (MP) et représente l'adaptation des personnages à l'adversité ; certains pouvoirs dépendent de la MP (leur puissance est proportionnelle à la MP, ou bien ils ne peuvent être utilisés que pour des valeurs de MP paires) ; pour visualiser la MP, on utilise 1d6 dont la face du haut montre le bonus (escalation die) ;
- certaines classes, en particulier le guerrier, disposent d'attaques « flexibles » : le joueur fait son jet d'attaque classique et si le résultat naturel du dé a certaines valeurs (par exemple est pair ou bien est supérieur ou égal à un seuil), il peut utiliser une attaque spéciale à la place ;
- les dégâts infligés par une attaque progressent avec le niveau : chaque arme a un dé de dégâts (d4 pour la dague, d8 pour l'épée) et le personnage lance un dé par niveau (resp. 5d4 ou 5d8 au niveau 5) ; les bonus aux dégâts progressent aussi aux changements de cadre de jeu ; à haut niveau, les joueurs sont invités à utiliser la moyenne des dégâts (dégâts fixes) plutôt que de jeter des pléthores de dés ;
- les monstres font toujours des dégâts fixes ;
- un échec à un jet ne signifie pas forcément que le personnage échoue ; par exemple, si un joueur rate un jet d'attaque en mêlée, le personnage (sauf les magiciens) fait quand même perdre à son adversaire un nombre de points de vie égal à son niveau ; de manière générale, un échec à un jet peut signifier une action réussie mais une complication ultérieure (en anglais fail forward, littéralement « on échoue et on avance ») ; de même, si les personnages doivent faire retraite lors d'un combat, le meneur de jeu leur inflige une « perte de campagne » (l'histoire continue mais les choses se complexifient), les héros doivent agir de manière héroïque et payer le prix de leur lâcheté…

Notons ici la différence entre prouesses et talents : un personnage a un nombre de prouesses qui ne dépendent que de son niveau (et pas de sa classe). Il peut choisir ses prouesses parmi les prouesses générales, les prouesses liées à son peuple et les prouesses de classe. Les talents sont, eux, liés à la classe. Outre les talents, certaines classes donnent des pouvoirs (sorts de magicien, de sorcier ou de prêtre, cris de guerre du barde) ou des capacités spéciales (manœuvre de combat du guerrier). Une prouesse peut renforcer un talent ou un pouvoir ; par exemple, un barde peut prendre le talent « cri de guerre : tous ensemble ! » (un cri de guerre est une action donnant des avantages aux alliés du barde durant un combat) et choisir la prouesse « tous ensemble ! » qui augmente la puissance de son cri de guerre.
Les objets magiques permanents sont des objets exceptionnels qui ne peuvent pas être vendus mais doivent être gagnés par une quête. Ils ont chacun une personnalité qui donne un tic à son porteur, en général en rapport avec la caractéristique magique, du type préférer la viande rouge, provoquer facilement en duel, regarder dans le vide lorsqu'il ne se passe rien, ressasser que « c'était mieux avant »… Ces tics deviennent obsessionnels si le joueur porte plus d'objets magiques permanents que son niveau : le personnage ne supporte pas la surcharge de magie et ce n'est plus lui qui maîtrise les objets, ce sont eux qui ont pris le pas ; le personnage devient dès lors injouable. Par ailleurs, un personnage ne peut porter qu'un objet magique permanent de chaque type : un seul couvre chef, une seule paire de bottes, une seule bague magique à chaque main, une seule arme tranchante… En effet, chaque type d'objet correspond à un chakra du personnage ; il ne peut accorder un chakra donné qu'à un seul objet à l'exclusion des autres de même type. Ces mécanismes permettent de limiter l'accumulation de puissance. Il existe par ailleurs des objets magiques à charge limitée, ou des moyens d'augmenter provisoirement les capacités d'un équipement ou d'une personne (potions, huiles, runes).

## Un jeu plus axé sur le développement de l'histoire
Par rapport à D&D3.x et 4, le jeu 13e Âge propose des règles pour gérer l'histoire en collaboration avec les joueurs sans toutefois être un jeu narratif. Il y a dans une certaine mesure un partage narratif ; si par exemple un joueur crée le concept « membre des Crocs noirs », une secte d'assassins, il « impose » au meneur de jeu qu'il existe une secte d'assassins nommée les Crocs noirs (libre au meneur de jeu de développer ce point). Et si la particularité du personnage-joueur est d'être « le seul halfelin chevalier de l'Empereur Dragon », cela a des implications pour les halfelins en général — ils sont peu enclins aux carrières guerrières en général ou bien l'Empereur Dragon ne leur fait pas confiance — et pour les relations entre l'Empereur et le personnage-joueur d'autre part — pourquoi un tel honneur ? Les choix des joueurs de personnage ont donc une réelle influence sur le cadre de jeu.
Par ailleurs, les liens des personnages-joueurs avec les icônes sont des moteurs importants de la campagne. Ces liens sont gérés avec des jets de dés : lorsqu'un joueur est confronté à la faction d'une icône à laquelle il est lié, il jette 1d6 ; sur un 6, il obtient une faveur (un objet, une information, un service) qui l'aide dans sa quête, soit de la part de la faction si le lien est positif, soit de la part d'une faction rivale s'il est négatif. Sur un 5, le personnage obtient une aide, mais assortie d'une complication narrative. D'autre part, le meneur de jeu est invité à faire faire des jets d'icônes pour tous les liens des personnages-joueurs en début de partie, et à prendre ne compte le résultat pour le déroulement de l'aventure, par exemple pour déterminer quelle sera l'icône principale de la partie. Il y a donc l'introduction d'éléments narratifs aléatoires, une « improvisation forcée » pour le meneur de jeu, et les joueurs de personnages sont invités eux-mêmes à décrire l'aide et la manière dont elle leur parvient.
Le jeu a hérité d'un côté épique de D&D4, en particulier avec les notions de restauration et la progression des dégâts — récupération de points de vie et de pouvoirs sans justification particulière (pour maintenir les personnages « opérationnels »), gain de puissance pour accélérer les combats et s'ajuster à des opposants plus puissants. Les dégâts infligés par les pièges dépendent uniquement du cadre de jeu (pallier aventurier, champion ou héros) et pas du mécanisme du piège, et les trésors accumulés entre deux restaurations complètes dépendent du niveau — le meneur est tout de même invité à décrire les gains à chaque rencontre. On a donc un mécanisme de nivelage (ajustement du « comportement » du monde en fonction du niveau) sans fondement particulier, donc un aspect très ludiste et peu simulationniste.
On a par ailleurs un retour à des règles multiples essaimées ; par exemple, les jets de sauvegarde contre les sorts sont indiqués pour chaque sort au lieu d'avoir une règle générale assortie d'éventuels bonus/malus. Dans le même ordre d'idées, les armes et leurs dégâts ne sont pas regroupés dans un unique tableau, mais il y a un mini tableau par classe. Ceci se justifie car les dégâts d'une arme dépendent de celui qui la manie ; par exemple, les dégâts de la dague sont d'1d4 par niveau pour toutes les classes sauf pour le voleur, qui lui inflige 1d8 par niveau (autant qu'un guerrier avec une épée…).

## Licences de compatibilité
13e Âge est publié sous licence OGL, il est donc possible de réutiliser librement le contenu désigné comme libre (open game content) dans le document de référence système (system reference document, SRD). Fire Opal Media met également en place le système de licences Archmage Engine (litt. moteur archimage) pour des produits de jeu de rôle sur table papier ou au format électronique, similaire à la notion de licence d20 :
- la 13th Age Compatibility License autorise, pour les produits respectant la licence OGL, l'utilisation du logo 13th Age Compatible à condition que le produit soit compatible avec le jeu de rôle 13e Âge et que cela ne soit pas un jeu indépendant : le produit doit faire référence aux ouvrages de 13e Âge et nécessite donc l'achat au moins du livre de base pour être utilisé, et ne doit pas faire croire qu'il s'agit d'un produit officiel 13e Âge ;
- la 13th Age Archmage Engine License autorise l'utilisation du logo The Archmage Engine, a des conditions similaires à la 13th Age Compatibility License, la différence étant que le produit peut faire référence aux ouvrage 13e Âge mais ne repose pas exclusivement sur 13e Âge ;
- la 13th Age Community Use Policy est destinée aux produits amateur ; les produits sont nécessairement gratuits, doivent présenter 13e Âge de manière positive et doivent être moralement accessibles aux mineurs ; les produits peuvent alors utiliser des images issues des sites de Fire Opal Media et Pelgrane Press sans les altérer, ainsi que des éléments de l'identité du produit (nom de personnages, de lieux, éléments d'histoire…).

### En français
- Rob Heinsoo et Jonathan Tweet, 13e Âge, 7e Cercle, 2014, 324 p. (ISBN 978-2-37070-004-9)Livre de base.
- Laurent de Clercq, Le Carnet du héros, 7e Cercle, 2014, 16 p. (ISBN 978-2-37070-005-6)Feuille de personnage, résumé de règle et de contexte.

L'éditeur annonce qu'il arrête le suivi de la gamme en 2017.

### En anglais
- (en) Rob Heinsoo et Jonathan Tweet, 13th Age, Pelgrane Press, 2013, 324 p. (ISBN 978-1-909834-04-0)
- (en) Rob Heinsoo, Kenneth Hite et Cal Moore (ill. Rich Longmore et Lee Moyer), The 13th Age Bestiary, Pelgrane Press, juillet 2014, 240 p. (présentation en ligne) bestiaire, il contient 196 monstres et variations (comme le tétraèdre gélatineux, le cube gélatineux, l'octaèdre gélatineux et le dodécaèdre gélatineux)[7]
- (en) Rob Heinsoo et Jonathan Tweet (ill. Lee Moyer et Aaron McConnell), 13 True Ways, Pelgrane Press, 2014, 256 p. (présentation en ligne) extension (nouvelles classes, nouveaux monstres, nouvelles options). Il est annoncé en phase de maquettage le 30 avril 2014[7].
- (en) Gareth Ryder-Hanrahan (ill. Joshua Calloway et Cougar George), Book of Loot, Pelgrane Press, 2014, 72 p. (ISBN 978-1-908983-64-0, présentation en ligne) Butin. Il est annoncé en projet le 30 juin 2014.
- (en) Eyes of the Stone Thief, Shadows of Eldolan, Shards of the Broken Sky et The Strangling Sea, quatre scénarios.
- (en) The 13th Age Bestiary 2 : à paraître[8]
- (en) Gareth Ryder-Hanrahan (ill. Jeff Porter et Chris Huth), At Land's Edge. The Harker Intrusion., Pelgrane Press, 2015, 40 p. (ISBN 978-1-908983-70-1) Scénarios : At Land's Edge est un scénario pour 13e Âge, The Harker Intrusion est un scénario pour Night's Black Agent.
- (en) Cal Moore et Wade Rocket, Game Master's Screen and Resource Book, Pelgrane Press, 2016 (ISBN 978-1-908983-23-7) Écran du meneur de jeu et livret de 64 p.
- (en) Cal Moore, High Magic & Low Cunning : Battle Scenes for Five Icons, coll. « Battle Scenes », 2016, 192 p.[9]
- (en) Cal Moore, The Crown Commands : Battle Scenes for Four Icons, coll. « Battle Scenes », 2016, 176 p.[10]
- (en) Rob Heinsoo et al., Lions & Tigers & Owlbears : The 13th Age Bestiary 2, 2017, 304 p.[8]